# XIII Brigada Internacional
No debe confundirse con la 150.ª Brigada Internacional, denominada en ocasiones como Brigada Dombrowski, igual que ésta.
No debe confundirse con el Batallón Dombrowski, en ocasiones erróneamente denominado igual que éste.
La XIII Brigada Internacional (conocida también como Brigada Dombrowski) fue una unidad integrada en las Brigadas Internacionales que lucharon a favor de la legalidad republicana en la guerra civil española. La XIII Brigada fue una de las más activas a lo largo de la Guerra Civil, ocupando un escenario amplio del territorio español en conflicto, desde la provincia de Granada hasta Cataluña. Estuvo implicada en las más importantes batallas y sufrió cuantiosas pérdidas, lo que obligó a amplias reestructuraciones de las unidades que, al final del conflicto, nada se parecían a las originales. Fue también una Brigada donde participaron un buen número de españoles desde momentos tempranos de la guerra, bien con unidades de combate, bien con unidades de apoyo. Durante la batalla del Ebro, entre el 40-50% de efectivos eran españoles.
El desglose del Batallón Dombrowski entre ésta y la 150.ª Brigada, con el peso notable que los voluntarios polacos entre los efectivos, hizo que fuera denomina también, como la 150.ª, Brigada Dombrowski, lo que en algunas ocasiones puede llevar a confusión, en especial en la última etapa en que estuvo al mando el mayor Józef Strzelczyk, que ocupó puesto de relevancia igualmente en la 150.ª Brigada.

## Historial de Operaciones
La unidad se formó en diciembre de 1936 y acudió al frente de Teruel para distraer la atención de las fuerzas sublevadas que asediaban Madrid. Durante ese tiempo realizó, junto a otras unidades republicanas —especialmente la 22.ª Brigada Mixta de Francisco Galán—, numerosas tentativas para intentar capturar Teruel, pero finalmente ninguna de ellas prosperó. En ese momento están activos los batallones Chapáyev, Henri Vuillemin y Lousie Michel y tres grupos de artillería. Las unidades llegaron en algunos casos a rodear Teruel por el sur, pero sufrieron importantes pérdidas, debiendo regresar a Albacete para reorganizarse, perdiendo prácticamente todas las unidades artilleras y deshaciéndose el batallón Louis Michel.

### Frente de Andalucía
En enero de 1937 se integró un batallón español de refuerzo formado por miembros de la Confederación Nacional de Trabajadores (CNT). Tras el Desastre de Málaga, a comienzos de febrero la unidad fue enviada al Frente de Andalucía junto a la 6.ª Brigada Mixta para intentar detener los avances del Bando sublevado. A mediados de mes atacaron la zona de Motril, sin éxito, pero sí lograron detener el avance de Queipo de Llano por la costa y ocuparon diversos enclaves en Sierra Nevada. Durante algunas semanas más continuaron defendiendo esta línea del frente, aunque a finales de marzo se retiraron a posiciones en la retaguardia. En abril la unidad recibió refuerzos de artillería, con dos grupos, una unidad de carros de combate; con las nuevas fuerzas acudieron al Frente de Córdoba, destacando sus actuaciones junto a la 86.ª Brigada Mixta en Valsequillo, La Granjuela y Los Blázquez, localidades que lograron conquistar, debiendo retirarse a sus bases en Albacete el 8 de abril.

### Batalla de Brunete

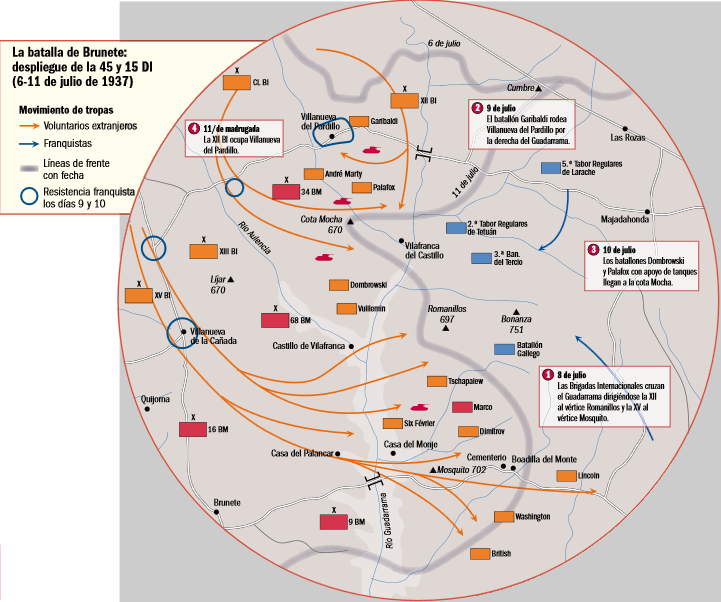
Avance de la XIII Brigada Internacional en el inicio de la batalla de Brunete, julio de 1937.

En julio el italiano Vincenzo Bianco se hizo cargo de la unidad preparándose para la Ofensiva de Brunete. La Brigada fue muy reforzada: tres grupos de artillería (uno de largo alcance), dos batallones de infantería españoles (Otumba y Juan Marco), una unidad de carros y cazas de apoyo. Se integraron en la 15.ª División. Sus principales acciones se centraron en Villanueva de la Cañada y Villafranca del Castillo, con cuantiosas pérdidas en hombres y material, incluyendo la del comisario político Blagoje Parović, lo que hizo que varios grupos de brigadistas se retirasen del frente sin autorización de sus mandos. Una sección de Guardias de Asalto apoyados por tanques lograron interceptarlos y arrestarlos a la altura de Torrelodones. Finalizada la batalla, el conjunto de unidades y mandos fueron reestructurados y no pudieron estar activos hasta un mes más tarde, bajo el mando del polaco Józef Strzelczyk.

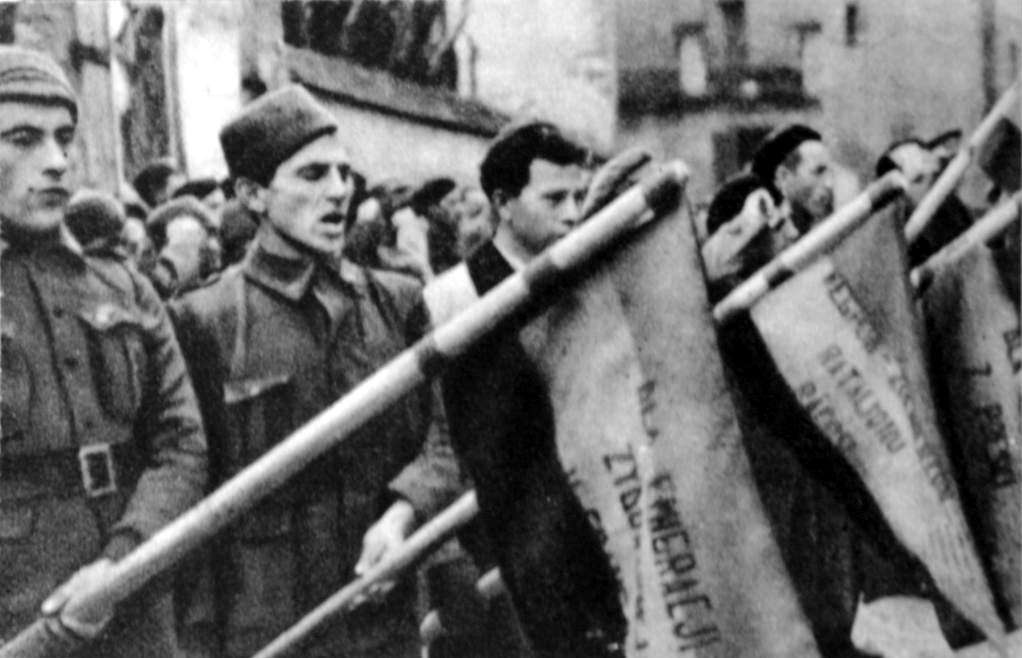
Dombrosiacos jurando lealtad al gobierno de la república.

### Frente de Aragón
A partir de este momento los refuerzos fueron prácticamente inexistentes y la Brigada debió marchar a Belchite en agosto de 1937 con tres batallones y dos grupos de artillería de campaña muy mermados. Lo cierto es que durante dos meses no pararon de combatir, desde Brunete hasta la provincia de Zaragoza, sufriendo numerosas bajas. Durante estos meses de intensa actividad bélica, los batallones Dombrwsky y Palafox casi fueron aniquilados, y no más de 1.100 hombres lograron sobrevivir.
En octubre de 1937 la Brigada fue prácticamente creada de nuevo y se incorporó un nuevo batallón, el Mickewicz-Palafox, con dos baterías artilleras y otras dos anticarros, cuatro compañías de españolas de apoyo logístico y sanitario y una compañía de armamento pesado. Intervendría en Extremadura en febrero de 1938 junto con la XII Brigada, con éxitos notables que, sin embargo, impidieron mejores resultados al ser la XIII Brigada muy castigada y deber retirarse las unidades 14 días después de iniciada la ofensiva. Intervino finalmente en la batalla del Ebro, donde estuvo integrada en la 35.ª División al mando del mayor Pedro Mateo Merino, junto con la XI y XV Brigada, todas ellas dentro del XV Cuerpo de Ejército. Intervino en la zona de Ascó y Gandesa y con la pérdida de la batalla quedó prácticamente disuelta el 23 de septiembre.
Renombrada como 13.ª Brigada Mixta, todavía participó fugazmente durante la Campaña de Cataluña en su retirada hacia la Frontera francesa, donde sus integrantes fueron internados en Campos de concentración por las autoridades francesas.

## Organización

### Comandantes de la brigada
| Nombre                           | País            | Período                           |
| -------------------------------- | --------------- | --------------------------------- |
| Wilhelm Zaisser                  | Alemania        | Diciembre de 1936 - julio de 1937 |
| Vincenzo Bianco "Krieger"        | Reino de Italia | Julio - agosto de 1937            |
| Józef Strzelczyk "Jan Barwinski" | Polonia         | Agosto de 1937 - marzo de 1938    |
| Mihail Kharchenko                | Unión Soviética | Marzo - agosto de 1938            |
| Boleslaw Molojec "Edward"        | Polonia         | Agosto - septiembre de 1938       |
| Henryk Torunczyk                 | Polonia         | Enero de 1939                     |
| Miklos Szalway "Chapáyev"        | Hungría         | Enero - febrero de 1939           |

### Batallones integrados
A lo largo de su vida operativa estos fueron los batallones que estuvieron integrados o pasaron por su filas:
| Nombre del batallón                     | Composición        | Notas                                                       |
| --------------------------------------- | ------------------ | ----------------------------------------------------------- |
| 1.er Batallón "Louise Michel"           | Franceses y belgas | Trasladado posteriormente a la XIV Brigada Internacional.   |
| 2.º Batallón "Chapáiev" o "21 Naciones" | Países balcánicos  | Trasladado posteriormente a la 129.ª Brigada Internacional. |
| 3.er Batallón "Henri Vuillemin"         | Franceses y belgas | Trasladado posteriormente a la XIV Brigada Internacional.   |
| 4.º Batallón "José Palafox"             | Polacos y judíos   |                                                             |
| Batallón Dabrowski                      | Polacos            | Procedente de la XII Brigada Internacional.                 |
| Batallón Otumba                         | Españoles          |                                                             |
| Batallón Juan Marco                     | Españoles          |                                                             |